# محمد بوياسين
الشاعر الليبي محمد بوياسين
حسين الضاوي من عائلة على من قبيلة المغاربة ويعرف بلقب (التايب محمد أو التايب بوياسين) وهو يعد من شعراء ليبيا ولد عام 1860 م في منطقة بشر لمدينة اجدابيا وتوفى فيها عن عمر تسعين عاما في عام 1950 م وشارك في الجهاد ضد إيطاليا واعتقل في معتقل العقيلة.[بحاجة لمصدر]

## مؤلفاته
قام بتأليف العديد من القصائد الشعرية في المالوف والمدح والرثاء والغزل، وعرفت قصائدة بطولها، ومن أشهر قصائدة (سبحان الصوار، نا سبيل).[بحاجة لمصدر]

## وصلات داخلية
- ليبيا